# Grotta di Movile
La grotta di Movile (in romeno Peştera Movile) è una grotta nel Distretto di Costanza, Romania, situata a pochi chilometri dalla costa del Mar Nero, che fu scoperta casualmente durante operazioni di scavo nel 1986.

## Descrizione
È stata studiata in particolare dallo speleologo romeno Cristian Lascu. La grotta si è formata negli ultimi 5 milioni di anni in un ambiente calcareo con presenza di argilla che ha finito per sigillare la cavità.
Alla grotta si accede tramite un pozzo artificiale di 18 metri di profondità; essa ha uno sviluppo suborizzontale di 300 metri e contiene un piccolo lago sotterraneo e dei sifoni.

### Ambiente
La grotta è famosa per il suo eccezionale ecosistema acquatico, ricco di acido solfidrico (8–12 mg/l) ed anidride carbonica (2-3.5%) e molto povero di ossigeno (7-10%) e con una presenza significativa di metano (1-2%).
L'ambiente della grotta è rimasto separato dall'esterno per 5,5 milioni di anni e vi si è evoluto un ecosistema la cui vita è basata completamente sulla chemiosintesi, svolta da batteri che si nutrono di particelle sospese nell'acqua, anziché sulla fotosintesi basata sulla luce solare. Questi batteri costituiscono la base di una catena alimentare autarchica dai caratteri unici al mondo, catena che presenta qualche somiglianza solo con la biocenosi delle sorgenti idrotermali sottomarine e con quella del lago Vostok situato sotto i ghiacci antartici. Peraltro non si tratta di un ecosistema chiuso, visto l'apporto di energia chimica potenziale proveniente dalle rocce e una certa dissipazione di calore verso l'esterno.
Nella grotta sono state rinvenute 46 specie animali, tutte invertebrate, adattate ad un ambiente privo di luce e carente di ossigeno; 31 di queste specie sono endemiche della grotta. Gli endemismi sono più frequenti tra gli animali terricoli (costituendone il 75% del totale) che fra quelli acquatici (il 28%), il che suggerisce la maggiore facilità d'ingresso nella grotta da parte di organismi in grado di nuotare nei sifoni che collegano la grotta al mare od ai vicini laghi.
Il buio della grotta impedisce lo sviluppo di vegetali e la base della catena alimentare è costituita da innumerevoli batteri autotrofi, che ossidando l'acido solfidrico presente in abbondanza nell'atmosfera e nelle acque della grotta se ne servono per sintetizzare delle molecole nutrienti a partire dall'anidride carbonica. Questi batteri servono poi da nutrimento ad altri batteri di tipo filamentoso e a muffe, organismi eterotrofi che coi precedenti formano sulla superficie dell'acqua un velo batterico biancastro, di consistenza cremosa, che costituisce il nutrimento di microscopici animali consumatori primari.
Sopra il velo batterico abitano dei macroinvertebrati, isopodi, collemboli, preda di altri organismi, carnivori (aracnidi, millepiedi). Parallelamente vermi, crostacei e molluschi fanno da preda alla Nepa ed alla sanguisuga. Cadaveri e rifiuti di questi organismi sono recuperati da funghi, molluschi ed altri crostacei.
Il 99% delle creature acquatiche della grotta vive nei primi 10 cm sotto la superficie dell'acqua, ove è presente l'ossigeno.
Molti di questi animali, allo stato adulto, sono privi di occhi; i giovani invece li posseggono, ma li perdono nel corso dello sviluppo. Diffusa è la mancanza totale di pigmenti, inutili in un ambiente immerso nell'oscurità. L'intera fauna della grotta di Movile pare datare a tempi in cui l'Europa viveva in un clima tropicale.

### Fauna
Animali terricoli:
- Allolobophora sp. (Lombrico)
- Caucasonethes n.sp. (Isopode, endemico)
- Haplophtalmus n.sp. (Isopode, endemico)
- Trachelipus troglobius (Isopode, endemico)
- Armadillidium tabacarui (Isopode, endemico)
- Chthonius monicae (Aracnide, endemico)
- Roncus dragobete (Aracnide, endemico)
- Roncus ciobanmos (Aracnide, endemico)
- Marianana mihaili (Aracnide, endemico)
- Lepthyphantes constantinescui (Aracnide, endemico)
- Agraecina cristiani (Aracnide, endemico)
- Nesticus n.sp. (Aracnide, endemico)
- Hahnia caeca (Aracnide, endemico)
- Labidostoma motasi (Acaro, endemico)
- Geophilus sp. cfr. insculptus (Onisco)
- Clinopodes trebevicensis (Onisco)
- Cryptops anomalans (Centopiedi)
- Symphynella sp. (Centopiedi)
- Archiboreoiulus n.sp. (Millepiedi, endemico)
- Onychiurus movilae (Collembolo, endemico)
- Heteromurus cfr. nitidus (Collembolo)
- Onchopodura vioreli (Collembolo, endemico)
- Plusiocampa isterina (Collembolo, endemico)
- Plusiocampa euxina (Dipluro, endemico)
- Medon dobrogicus (Coleottero, endemico)
- Tychobythinus n.sp. (Coleottero, endemico)
- Decumarellus sarbui (Coleottero, endemico)
- Clivina subterranea (Coleottero, endemico)

Animali acquatici:
- Dendrocoelum sp. (Turbellario)
- Protorhabditis n.sp. (Nematode, endemico)
- Panagrolaimus n.sp. (Nematode, endemico)
- Chronogaster troglodytes (Nematode, endemico)
- Habrotrocha rosa (Rotifero)
- Habrotrocha bidens (Rotifero)
- Haemopis caeca (Sanguisuga, endemico)
- Aeolosoma hyalinum (Turbellario)
- Aeolosoma litorale (Turbellario)
- Heleobia dobrogica (Gasteropode, endemico)
- Pseudocandona sp. cfr. eremita (Ostracode, endemico)
- Eucyclops subterraneus scythicus (Copepode, endemico)
- Tropocyclops prasinus (Copepode)
- Parapseudoleptomesochra italica (Copepode)
- Niphargus sp. cfr. stygius (Anfipode, endemico)
- Pontoniphargus racovitzai (Anfipode, endemico)
- Asellus aquaticus infernus (Isopode, endemico)
- Nepa anophthalma (Scorpione d'acqua, endemico)

## Protezione
La grotta è protetta dalla città di Mangalia e dall'Accademia Romena delle Scienze. È soggetta alle prescrizione della Legge romena sulla protezione dell'ambiente.
L'accesso è rigorosamente limitato ai soli motivi scientifici e le visite sono limitate a due ore per due volte al mese, per un massimo di tre persone per volta. Per evitare l'introduzione di specie alloctone, è obbligatorio indossare delle scarpe ed un impermeabile, speciali. Delle paratie isolano l'atmosfera della grotta da quella esterna, per salvaguardarne l'ecosistema impedendo scambi termici e gassosi.